# Cefeidy typu II
Cefeidy typu II – gwiazdy zmienne, które pulsują z okresem pomiędzy 1 a 50 dni. Cefeidy typu II są gwiazdami II populacji, a więc starymi, o stosunkowo małej metaliczności i niewielkiej masie.
Cefeidy typu II były w przeszłości nazywane gwiazdami typu W Virginis, ale obecnie dzieli się je na kilkanaście typów, w zależności od okresu. Gwiazdy z okresami pomiędzy 1 a 4 dni stanowią typ BL Herculis, z okresami 10-20 dni określa się jako typ W Virginis, a te z okresami powyżej 20 dni należą do typu RV Tauri.
Cefeidy typu II są ważnymi świecami standardowymi, ponieważ ich jasność jest powiązana z okresem pulsacji; mimo że związek ten jest słabszy niż w ich odpowiedniku, cefeidach klasycznych, przy okresie ~1,5m. Cefeidy typu II są używane do określania odległości do Centrum Galaktyki, gromad kulistych i galaktyk.
Cefeidy typu II o dłuższym okresie i większej jasności zostały wykryte poza Grupą Lokalną w NGC 5128 i M106.